# WOWOWの番組一覧
WOWOWの番組一覧（ワウワウのばんぐみいちらん）は、WOWOWで編成されている番組についての一覧である。
WOWOWでは、
| 映画 | スポーツ | 音楽 | ステージ | ドラマ | アニメ | ドキュメンタリー | エクストラ |

の8分野によって番組が分かれている。
開局当初は「5つのS」（Screen〈映画〉、Stage〈舞台〉、Sound〈音楽・コンサート〉、Sports〈スポーツ〉、Shopping〈通販〉）をコンセプトとした編成を基本路線としていたが、後に通販番組が縮小されている。

## 映画
新作映画を中心に放送している。
大半の日本封切映画は、劇場公開からおよそ1年前後でWOWOWに登場する。早い映画は7か月から9か月で見られることもある。但しスタジオジブリ作品等日本テレビが制作に関わった作品は放送されない場合が多い。逆にTBSテレビやフジテレビ、テレビ朝日が制作にかかわった邦画作品は地上波での放送前にWOWOWに登場することが多いが、踊るシリーズ等作品によっては地上波の後に登場するものもある。
番組編成はテーマ性を持った独自の特集を組んで映画を放送をすることが多い。放送する新作映画のテーマに合わせることも多い。映画に応じて関連するドキュメンタリー作品などが放送されることもある。
2003年からは月曜から金曜はそれぞれの曜日ごとにテーマ性を持たせた映画放送枠を設けていたが、2007年で終了した。現在はミニシアター系の洋画を放送するシネマスタイルと邦画の話題作を放送するシネジャパンのみが名称を変えて残っておりそれぞれ水曜と木曜の深夜0時より放送している。
日曜午後8時は大作・話題作を初放送するメガヒット劇場で、その月のWOWOWの目玉となる映画が放送される。同午後10時からはサンデーナイト・シアターとなりこちらも同じく話題作などが初放送、比較的規模が小さめの作品が放送されているが、ドラマWや『UFC -究極格闘技-』の放送によって、中止になることが多い。また、不定期に放送される連続ドラマWも同時間帯で放送しているため、その時期に限り午後11時開始となる。また、メガヒット劇場で放送する作品の上映時間が2時間を超える場合は、サンデーナイト・シアターの開始時間はそれに合わせて多少ずれることになる。連続ドラマWの放送時期だと、メガヒット劇場の方が午後8時前にずれることになる。R15+指定作品は、ノーカット放送だと時間帯の都合によりメガヒット劇場では放送出来ないため、目玉となる話題作（アカデミー賞受賞作品）であってもサンデーナイト・シアターでの放送となることがしばしばある。
土曜午後8時の土曜エンタ！は映画の他に音楽ライブなどが放送されている。深夜には大人向けのエロチックな作品を放送する土曜ロマンシアターがある。近年のVシネマやピンク映画が多いが、時々一般劇場で公開された商業作品や旧作のピンク映画も放送する。尚、ピンク映画に多いR18+指定の作品を放送する場合は、内容を一部修正して、映倫からR15+の再指定を受けた作品を放送している（作品紹介でも「R15+指定版」として紹介している）。
洋画は字幕と日本語吹き替え版の両方を放送している。『日曜洋画劇場』などで製作された吹き替え版が放送される場合は、地上波では放送時間の都合でカットされた部分を追加録音した「吹替補完版」として、ノーカットの日本語吹き替え版を新たに制作している。追加録音はメインキャストに可能な限り当時と同じ声優陣を集めて録音しているが、引退・故人であったり体調不良やスケジュールの都合でオリジナルキャストが不参加であったりする場合、声質の近い人物が代役を務めている。「吹替補完版」は、かつては土曜吹替劇場で定期的に放送されていたが、番組終了後は不定期で放送されている。
日曜から平日にかけての午前8時には、名作日本劇場とシネマ・クラシックがそれぞれ1か月に1度もしくは2度の頻度で編成されている。古い邦画と洋画を往年のスター俳優や名監督、時代劇・西部劇などのジャンルなどで特集して放送する。名作日本劇場では、映画に限らず旧作のテレビドラマの放送などもある。
そのほか、日本未公開映画を放送する発掘シネマや吹き替えで映画を放送するふきかえシアターがある。
アカデミー賞の授賞式が開催される時期である1月から3月の間には、授賞式放送に関連して過去にアカデミー賞を受賞した作品を毎年特集で放送している。この期間は上記の番組枠などは全てこの特集一色に染まることもある。
2011年10月の3チャンネル完全ハイビジョン化移行は、193chが映画専門チャンネル「WOWOW CINEMA（WOWOWシネマ）」となっている。11月27日にはWOWOW初の3D放送として『バイオハザードIV アフターライフ』の3D版がサイドバイサイド方式で放送された。
WOWOWにおいて「映画」に分類される番組は映画作品のみであるため、映画に関連した番組は「エクストラ」に分類されることになる。それらの番組は後述。

## スポーツ
放送するジャンルは、サッカー、格闘技、テニスなど。
テニスは四大大会すべてをBS独占放送している。2021年までは全豪オープンはNHK、全仏オープンはテレビ東京が地上波独占で放送していた。しかし、2022年以降は、地上波での放送を取り止めている。それ以降は、ウィンブルドン選手権を除く形となった。
なお、相撲及び野球は大相撲、NPB、MLBなどを含め現状のところ一切放送されていない。
- サッカー
  - UEFAチャンピオンズリーグ（1997/98シーズン - 2002/03シーズン・2020/21シーズン - ）
    - チャンピオンズリーグダイジェスト!（オリジナル番組、2020/21シーズン - ）

  - UEFAヨーロッパリーグ（2020/21シーズン - ）
  - UEFAスーパーカップ（2021年大会 - ）
  - UEFAユースリーグ（2021/22シーズン - ）
  - UEFAカンファレンスリーグ（2024/25シーズン）
  - UEFA欧州選手権（1996年大会以降4年に一度）

- テニス
  - グランドスラム
    - 全豪オープン（1992年 - ）
    - 全仏オープン（1992年 - ）
    - ウィンブルドン選手権（2008年 - ）
    - 全米オープン（1992年 - ）

  - ATPチャレンジャーツアー（錦織圭出場試合のみ、2023年 - ）
  - 男子テニス団体戦 レーバーカップ 欧州選抜vs世界選抜（2021年 - ）
  - 大正製薬リポビタン 全国選抜高校テニス大会（2018年 - [2]）
    - 2018年 - 2021年、「THE TENNIS DAILY」で配信
    - 2022年、「WOWOWテニスワールド」で配信
    - 2023年、「WOWOW公式YouTube」で配信

  - WOWOWテニスフェスティバル（オリジナル番組、2020年 - ）
- 車椅子テニス（2015年 - ）
  - 全豪オープン
  - 全仏オープン
  - ウィンブルドン選手権
  - 全米オープン
- 格闘技
  - エキサイトマッチ〜世界プロボクシング（帝拳プロモーション協力、オリジナル番組、1990年 - ）
- バスケットボール
  - NBA バスケットボール（2010/11 - 2017/18シーズン、2023/24シーズン - ）
- ラグビー
  - ラグビー欧州6カ国対抗戦 シックス・ネーションズ（2016年 - ）
  - ワールドラグビーセブンズシリーズ（2019/20シーズン - ）
  - スーパーラグビー（2021年 - ）
    - スーパーラグビー オーストラリア（2021年）
    - スーパーラグビー アオテアロア（2021年）
    - スーパーラグビー トランス-タスマン（2021年）
    - スーパーラグビー パシフィック（2022年）

  - テストマッチ（2021年 - ）
    - オータム・ネーションズシリーズ（2021年 - ）
    - サマー・ネーションズシリーズ（2023年）

  - 南半球4カ国対抗戦 ザ・ラグビーチャンピオンシップ（2021年 - ）
  - ブレディスローカップ（2021年 - ）
  - WOWOWラグビーナイト ザ・ラグちゃん（オリジナル番組、2021年 - ）
- ゴルフ
  - LPGA女子ゴルフツアー（2012年 - 、LPGAジャパンクラシックなど一部地上波で放送される大会を除く）

過去
- サッカー
  - WOWOWスーパーサッカーセリエA（1991/92シーズン - 1998/99シーズン・2002/03シーズン）
  - ドイツサッカー ブンデスリーガ（2000/01シーズン - 2003/04シーズン）
  - スペインサッカー 
    - LaLiga（リーガ・エスパニョーラ）ラ・リーガ・サンタンデール（1部リーグ）（2003/04シーズン - 2022/23シーズン）
    - LaLiga（リーガ・エスパニョーラ）ラ・リーガ・スマートバンク（2部リーグ）（日本人所属チームのみ、2019/20シーズン - 2021/2022シーズン）
    - リーガダイジェスト!（オリジナル番組、2008/09シーズン - 2022/23シーズン）
    - スーペルコパ・デ・エスパーニャ（ - 2022/23シーズン）
    - スペイン国王杯 コパ・デル・レイ（ - 2015/16シーズン・2022/23シーズン）

  - Jリーグカップ（1992年 - 2002年）
  - FIFAワールドカップ[3]（2002年大会以降4年に一度、数試合を録画放送）
  - UEFA U-21欧州選手権（2013年大会以降2年に一度）
  - WOWOWサッカーアリーナ Talk Live（オリジナル番組、2021年）
  - WOWOW欧州サッカー講座（オリジナル番組、2022年）
  - 城福・安永のサッカーライブトーク（オリジナル番組、2022年）
  - 中村俊輔プレミアムトークセッション（オリジナル番組、2023年）
- 格闘技
  - SWS（1991年 - 1992年）
  - リングス（1991年 - 2001年）
  - JWP（1993年 - 1998年）
  - UFC-究極格闘技-（2002年3月 - 2007年4月・2008年10月 - 2016年4月・2018年9月 - 2023年3月、ナンバリング大会生中継）
  - UFC登竜門TUF
- テニス
  - 男子テニスATPツアー（2018年 - 2024年）
    - ATPファイナルズ
    - ATPツアー・マスターズ1000
    - ATPツアー・500シリーズ
      - 楽天ジャパン・オープン・テニス選手権→木下グループジャパンオープンテニスチャンピオンシップス（2010年 - 2017年、2022年 - ）

    - ATPツアー・250シリーズ
    - Next Gen ATPファイナルズ（2021年 - ）

  - インターナショナル・プレミア・テニス・リーグ
  - フェドカップ（2010年 - 2016年・2020年）
  - 女子テニスWTAツアー（2018年 - 2023年）
    - WTA500 東レ パン・パシフィック・オープン・テニストーナメント（2018年 - 2023年）

  - デビスカップ（2010年 - 2016年・2019年・2020年・2022年 - 2024年）
  - ムバダラ・ワールド・テニス・チャンピオンシップ（2021年 - ）
  - リポビタン国際ジュニア in 愛媛 Supported by KIMIKO DATE×YONEX PROJECT（2021年）※「WOWOWテニスワールド」で配信
  - WOWOW TENNIS Walk on!（オリジナル番組、2008年 - ）
  - 週刊テニスNAVI（オリジナル番組、2018年 - 2021年）
  - 週刊テニスワールド（オリジナル番組、2022年）
- バスケットボール
  - FIBAバスケットボール世界選手権（1998年）
- ゴルフ
  - 全米プロゴルフ選手権（1997年 - 2003年）
- ラグビー
  - フランス選手権トップ14（2016/17シーズン - 2018/19シーズン）
  - ラグビー8カ国対抗戦 オータム・ネーションズカップ（2020年）
- モータースポーツ
  - F1（2001年まで）
  - ロードレース世界選手権
  - 全日本ロードレース選手権
  - AMAスーパークロス
- アーバンスポーツ
  - HI-FIVE～URBAN SPORTS for LIFE～（オリジナル番組、2021年 - 2022年）
  - D.LEAGUE（2020/2021シーズン CHAMPIONSHIP・2021/2022シーズン）
    - D.LEAGUE Monthly Magazine（オリジナル番組）

  - Red Bull BC One（2021年）
    - Red Bull BC One Cypher Japan
    - Red Bull BC One Last Chance Cypher
    - Red Bull BC One World Final
- 他競技
  - ビーチバレーJBVツアー（2007年 - 2008年）
  - ナショナルホッケーリーグ（2001年まで）
  - ランジェリー・フットボール・リーグ（2011年）
  - IAAFダイヤモンドリーグ（2011年 - 2014年）

## 音楽
音楽ライブを主に放送。
WOWOWが収録した素材が民放のワイドショーで流されることも多く、そのままコンサートのDVD化で使われることも多い。
毎年2月にはグラミー賞授賞式の生中継を放送。イギリスのブリット・アウォーズの授賞式の録画放送もしている。
2003年より開始しているライブWでは、WOWOW加入者向けにコンサートを主催し、その模様を放送。最近ではコンサートをオリジナルで企画し、公開収録の模様を音楽番組として放送している。
オリジナル番組（太字は放送中の番組）
- 音楽楽園
- ミュージックチェイス
- ザ・ビートファイル
- MUSIC@DX
- JAZZ FILE
- MUSIC BREAK
- meets music
- コラボ☆ラボ 〜夢の音楽工房〜
- Music Bar 音の系譜
- RO15
- COUNTDOWN JAPAN 09/10
- MUSIC LTD.
- 洋楽ライブ伝説
- 洋楽主義
- メトロポリタン・オペラ

## ステージ
話題の舞台の中継映像などを主に放送。毎年6月にはトニー賞授賞式の生中継を放送。
演劇では、三谷幸喜、蜷川幸雄、野田秀樹、井上ひさし、長塚圭史、大人計画、TEAM NACSなど、著名な演劇作家・演出家・団体の作品が多く登場するのが特徴である。
宝塚歌劇団の舞台中継は開局当初から放送しており、関連番組も併せて定期的に放送を行っている。
喜劇では、伊東四朗や志村けん、ワハハ本舗の舞台中継を放送。2008年からは、吉本興業の所属芸人によるお笑いステージをオリジナルで企画し、公開収録の模様を放送している。
9年限定のナインティナインの全ライブを舞台裏まで中継した。
シティボーイズのステージやザ・スライドショーは公演の度に収録し放送している。
そのほか、バレエ（熊川哲也）や落語（立川志の輔）も放送されている。
オリジナル番組
- プルミエール
- 宝塚プルミエール
- 宝塚・スターの小部屋
- 宝塚への招待
- HAPPY DANCE 〜今、日本のダンスがカワイイ!

オリジナル企画による舞台中継番組
- ライブ@ライズ
- ルミネtheよしもと 〜ネタ超一流〜

## ドラマ
海外ドラマやWOWOW制作のオリジナルドラマを放送。
海外ドラマについてはWOWOWの海外ドラマ一覧を参照のこと。
- ドラマW
- WOWOWオリジナルドラマ
- ミッドナイト☆ドラマ

その他オリジナルドラマ
- TOYD
- ヒロインたちの反乱
- 天然少女 萬
- 京極夏彦 怪
- Seven's Face
- ザ・コテージ
- ドラゴンフライ
- パーフェクト・パートナー
- ブカツ道
- ふたりエッチ
- 分身
- 2020年 五月の恋
- がんばれ!TEAM NACS

ショートドラマ
- 紺野さんと遊ぼう
- 極楽町一丁目

旧作ドラマ
- 傷だらけの天使
- 剣
- 火垂るの墓
- 必殺仕掛人（ドラマ黄金時代枠）
- 横溝正史シリーズ（ドラマ黄金時代枠）
- 独眼竜政宗 （NHK大河ドラマ）
- 飢餓海峡（1978年版・名作日本劇場枠）
- 天皇の世紀（名作日本劇場枠）

## アニメ
オリジナルアニメに関しては、WOWOWアニメを参照のこと。
- I Love Disney
- 和・和・和 ワッピちゃん
- モッタイナイナイ ムッピといっしょ
- 魔法食堂チャラポンタン

海外番組
- Hello!オズワルド（放送終了）
- サウスパーク（シーズン7まで）
- スティーブン・スピルバーグのトゥーンシルバニア
- ぽこよ POCOYO
- アンジェリーナはバレリーナ
- アフロサムライ

## ドキュメンタリー
2008年より新たに分類された。『Railway Story』など2007年以前から放送されていた番組は、それまでエクストラに分類されていた。
- Railway Story
- 古城のまなざし
- 2008年以降の番組
レギュラー番組
  - アスリートの聖地
  - ザ・ブランド〜飛翔の瞬間
  - ビハインド・ザ・ファッション-モードが誕生する、その瞬間-
  - クエスト〜探求者たち〜
  - ノンフィクションW

単発番組
  - 東京ディスコ伝説-Since1968-
  - 東京サーフィン伝説
  - CG進化論-映画でたどるCG45年史-
  - 3原色の海へ
  - よみがえる唐の都・長安
  - 若き日の黒澤明

単発シリーズ
  - 銘酒誕生物語
  - 中国浪漫スペシャル

## エクストラ
上記に該当しない番組。「映画関連の番組」（アカデミー賞の授賞式や最新映画のミニ番組など）はここに分類されることになる。
オリジナル番組
- 渋谷LIVE! ザ・プライムショー
- 鉄道ものがたり
- 世界航海
- Hollywood Express
- CINEMA VOICE
- 最新シネマ・ジャック
- 明石家さんまのユーロNO.1
- 明石家さんまの映画大辞典
- シネマインサイダー
- 藤原紀香 ローマの風 -古都が伝えた未来-
- TokyoComedy キャバレー 〜酒と女とボーイとユージ〜
- 即興ドラマ
  - つかじの無我〜12人の証言者〜
  - 囚われつかじ〜13人の容疑者〜
- デーブ&麻里の海外ドラマNAVI
- 蒼井優×4つの嘘 カムフラージュ
- WOWOW FILMS NEWS
- 美術のゲノム
- 電波少年W 〜あなたのテレビの記憶を集めた〜い!〜

海外番組
- モーガン・スパーロックの『30デイズ』
- プロジェクト・ランウェイ
- ジェイミー・オリヴァーの給食革命!
- ジェイミー・オリヴァーのイタリアに魅せられて
- ジェイミー・オリヴァーのシェフ・スクール
- ジェイミー・オリヴァーのトップ・シェフを探せ!
- ジェイミー・オリヴァーの給食革命!リターンズ
- 朝からウマい! ビルの幸せブレックファスト
- アプレンティス/セレブたちのビジネス・バトル
- 新アメリカン・アイドル